# میهن
میهن (به انگلیسی: Homeland) دارای مفهوم محل جغرافیای فرهنگی یک گروه قومی که دارای سابقه‌ای طولانی و ارتباط فرهنگی عمیق که در آن با یک هویت خاص آغاز شده است گفته می‌شود. سرزمین نیز ممکن است به عنوان یک وطن، سرزمین مادری، یا کشور مادر هم نامیده شود.

واژگانی همچون قوم گرائی، ملت گرائی، میهن پرستی و میهن دوستی مفاهیمی نزدیک به یکدیگر در این زمینه هستند.

## ریشه شناسی
پسوند ن در پایان این واژه همان است که در پایان واژگان نهنبن، سوزن، روزن، انجمن، هاون، پرویزن، چمن و واژگان نوساخته تاون و پوشن نیز دیده میشود و پسوندی است که با آن اسم و بویژه اسم ابزار میسازند.